# Porta di Fontebranda
La Porta di Fontebranda (porte de Fontebranda) est l'une des anciennes portes des remparts de la ville de Sienne qui entourent le centre historique de la ville.

## Histoire
La porte date du milieu du XIIIe siècle (vers 1255) et est construite en briques et pierres. Initialement, le porte était protégée par une antiporta disparue. La porte située près à Fontebranda, une des fontaines médiévales de Sienne est une des entrées principales de la ville de Sienne.